# Eastern and Oriental Express
Pour les articles homonymes, voir Orient-Express (homonymie).
L’Eastern & Oriental Express est un train voyageurs de luxe, de la Belmond Limited, qui circule, depuis 1993, entre Singapour, la Malaisie et la Thaïlande. Après un arrêt de son exploitation en 2020, du fait de la pandémie du Covid-19, le train circule de nouveau à partir de 2024.

## Histoire
Un accord est conclu et signé en 1991 entre les hôtels Orient-Express et l'autorité ferroviaire malaisienne, Keretapi Tanah Melayu et l'autorité ferroviaire thaïlandaise, Chemins de fer d'État de Thaïlande (en), pour exploiter l'Eastern et Oriental Express sur leurs réseaux. Le 19 septembre 1993, l'Eastern and Oriental Express effectue son voyage inaugural entre Woodlands Train Checkpoint à Singapour et Hua Lamphong à Bangkok. Sur son parcours, de quatre jours et trois nuits, il dessert Kuala Lumpur, Butterworth et Kanchanaburi. Les premières années d'exploitation, entre septembre et avril, il organise environ 32 voyages, avec départ ou arrivée à Bangkok ou Woodlands.
- Vues du train
- En 2006.
- À Kuala Lumpur, en 2007.

À partir du 23 février 2010, le train circule également entre Bangkok et Vientiane, la capitale du Laos. Sous le nom de Voyage to Vientiane. Le train effectue son voyage en quatre jours et trois nuits, il franchit les frontières du nord-est de la Thaïlande, passe par le Parc national de Khao Yai et le fleuve Mékong. Ce voyage inclut une excursion d'une journée complète à Vientiane, au Laos. Puis il retourne à Bangkok en passant par le Pont de l'amitié lao-thaïlandaise. Les tarifs du train Bangkok-Singapour en septembre 2015 (quatre jours, trois nuits) commencent à 2 690 $US. Tous les repas sont alors inclus dans le prix du voyage, les boissons alcoolisées nécessite le paiement d'un supplément.

Vues du train
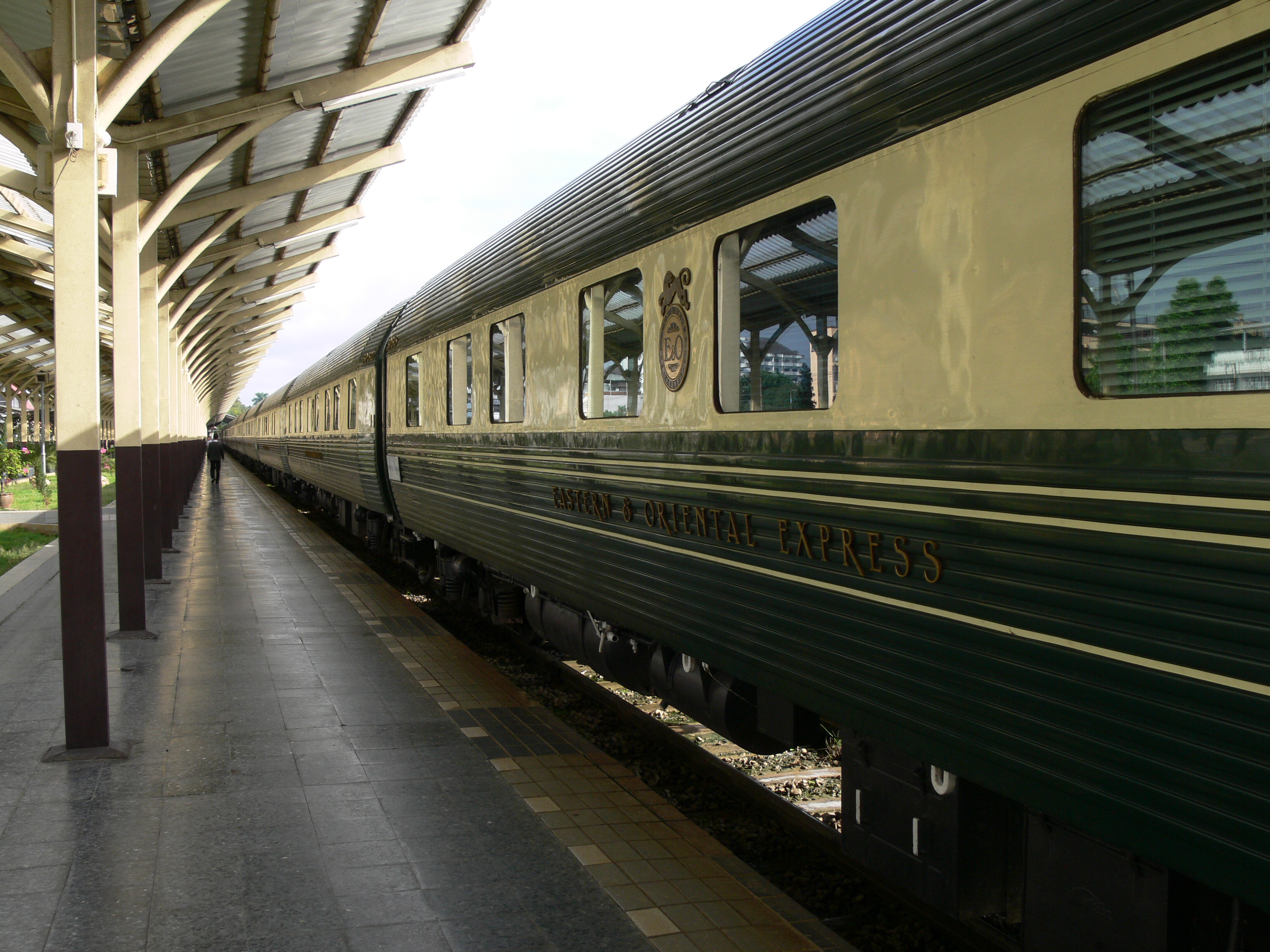
À Woodlands Train Checkpoint, en 2015.
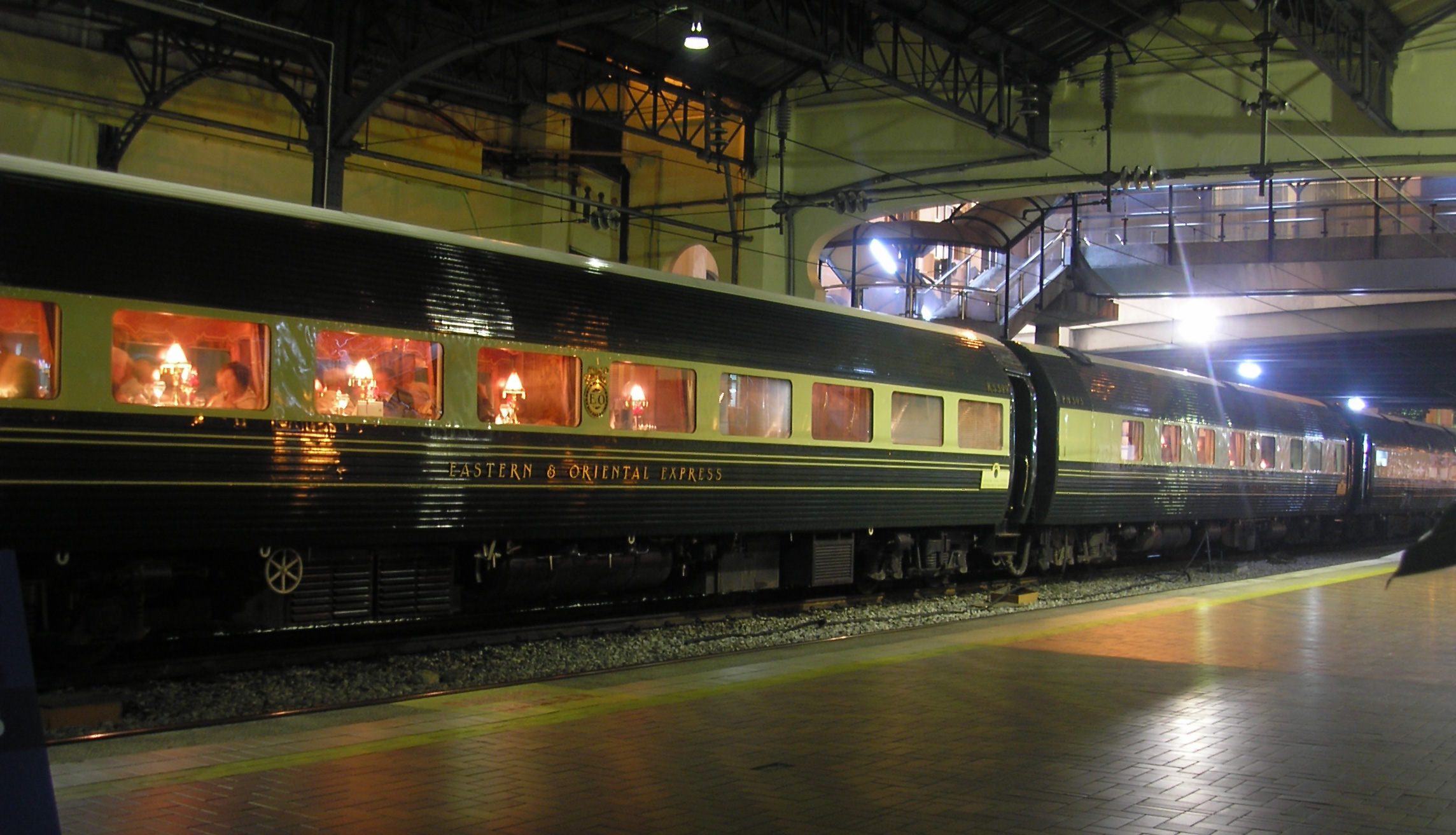
À Johor Bahru, en 2019.

Vues du train
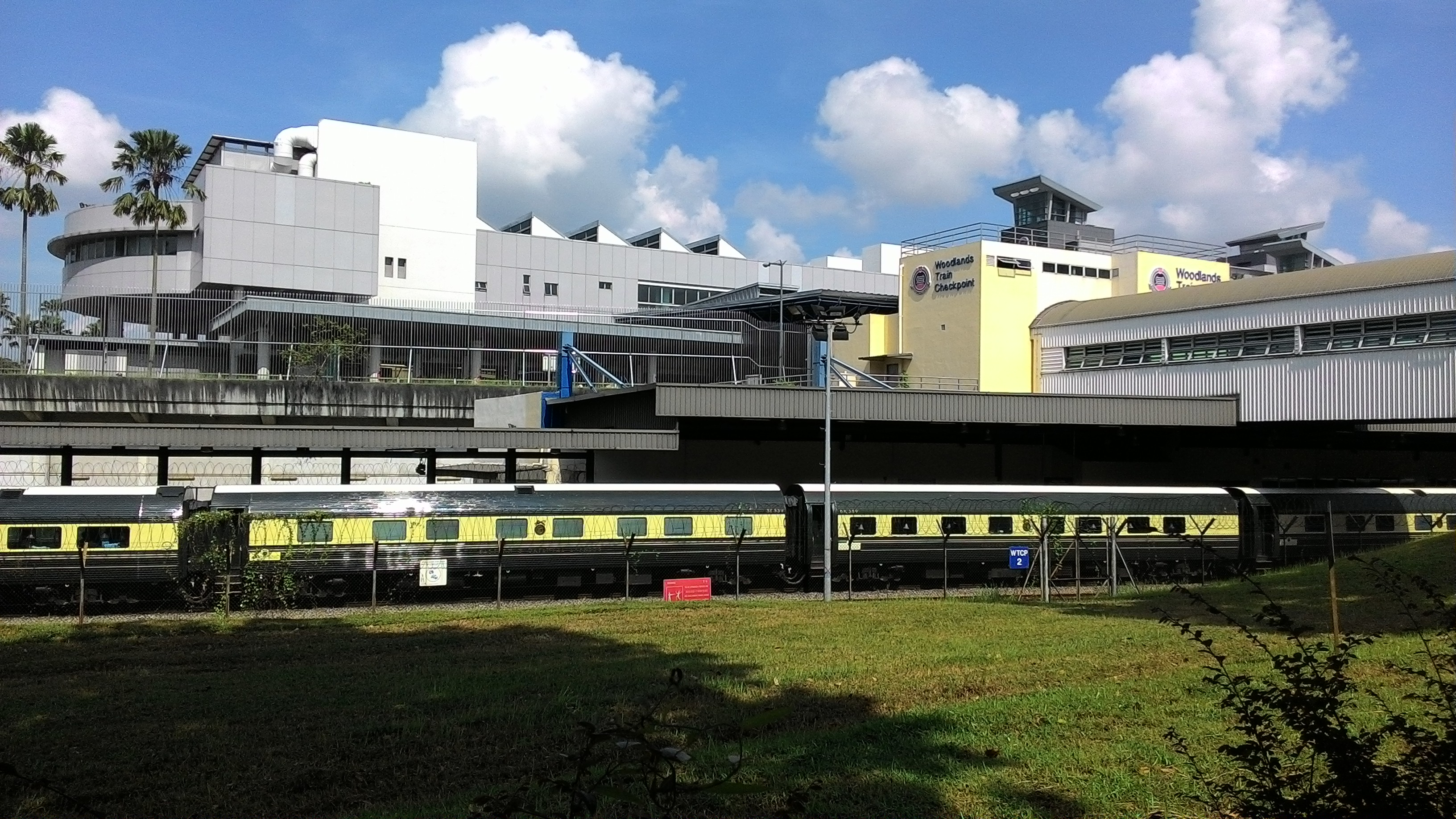
À Woodlands Train Checkpoint, en 2015.
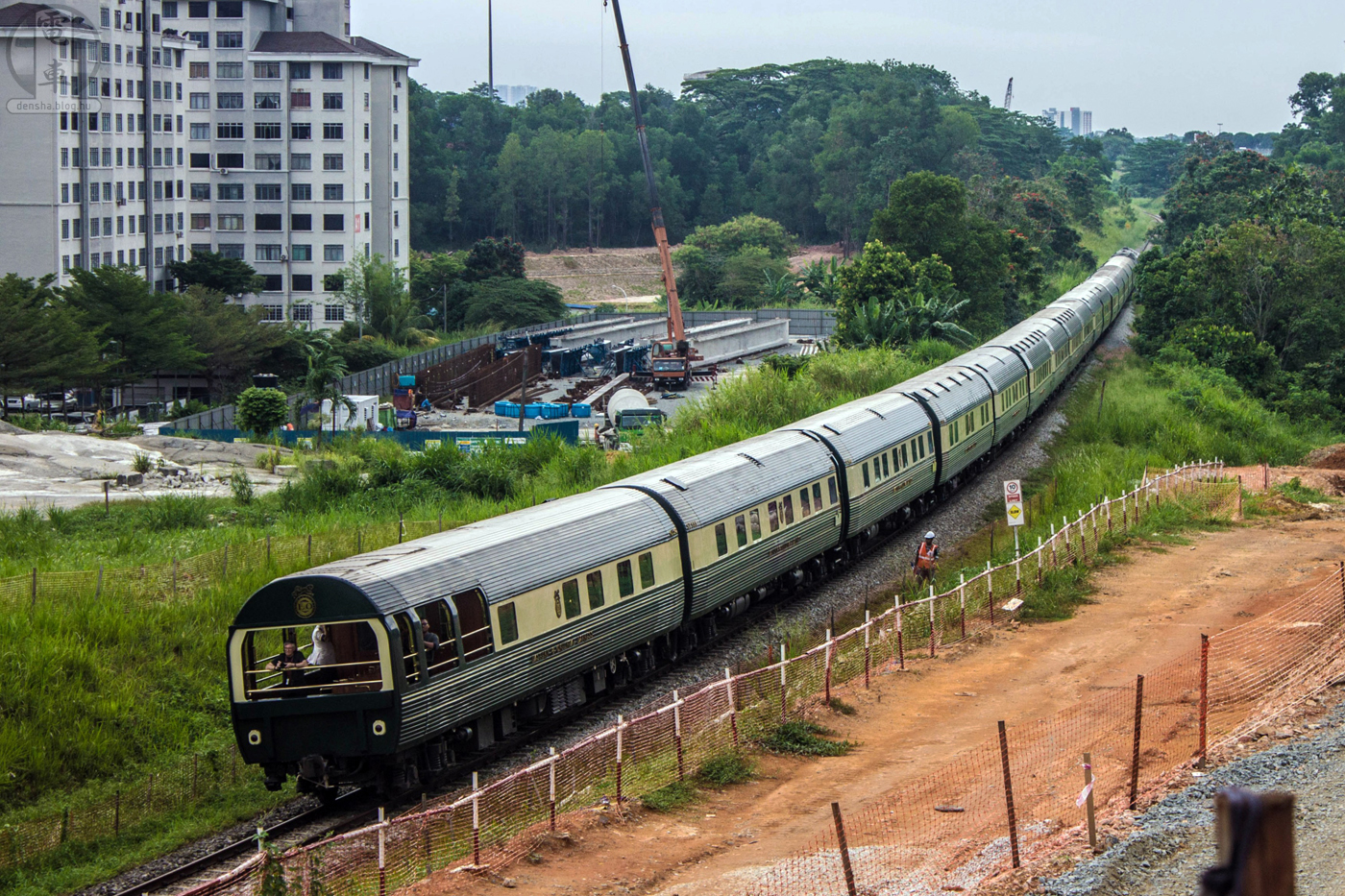
À Johor Bahru, en 2019.

En 2020, le train est suspendu en raison de la pandémie de la maladie à coronavirus 2019, entraînant l'arrêt total de tous les voyages internationaux.
En juillet 2023, l'exploitant Belmond Limited annonce une reprise des voyages de l'Eastern et Oriental Express en 2024, avec deux parcours, en saison, autour de la Malaisie. Les réservations ouvrent en septembre 2023 et le voyage inaugurale débute le 12 février 2024.

## Matériel roulant
Le train est construit, par Hitachi et Nippon Sharyo, au Japon en 1972, puis exploité sous le nom Silver Star en Nouvelle-Zélande. Les 31 voitures sont ensuite reprises par l'homme d'affaire James Sherwood fondateur de Orient-Express Hotels Ltd., qui en 2014 est renommée Belmond Limited. Vingt-quatre voitures sont recalibrées, de l'écartement des voies de 1 067 mm du réseau de Nouvelle Zélande à la voie étroite de 1 000 mm du réseau ferroviaire thaïlandais et malaisien, par l'entreprise A & G Price (en) de Nouvelle-Zélande. Puis, après un transport à Singapour dans le dépôt de maintenance créé par leur nouveau propriétaire sur le terrain KTMB dans les gares ferroviaires de Keppel Road à Singapour, les voitures sont totalement remises à neuf à l'intérieur et à l'extérieur. Ce travail est conçu et réalisé par Gérard Gallet, auteur majoritaire de la conception et de la rénovation d'autres produits de l'entreprise Belmond, comme le Belmond British Pullman (en) et le Venice-Simplon Orient Express.
Le train se compose des voitures suivantes, dont seulement un maximum de 21 sont exploitées à la fois :
- six Voiture-lits Pullman (SD 313, SD 318, SD 322, SD 323, SD 328, SD 388), qui disposent de six cabines avec lits superposés ou occupation simple - cette catégorie de confort n'est pas offerte sur le programme de six nuits
- sept voitures-lits d'État (ST 312, ST 332, ST 333, ST 362, ST 363, ST 366, ST 368), qui ont quatre compartiments à deux lits
- une voiture-lit présidentielle (SP 369) avec deux cabines à deux lits - chambres et salles de bains plus spacieuses que les cabines d'État
- trois voitures-restaurants (RS 381, RS 392, RS 399) avec cuisine et tables pouvant accueillir deux ou quatre personnes - mais seulement une ou deux voitures circulant dans un train
- une voiture-bar (BR 389) avec piano et une autre (OB 398) avec une grande terrasse d'observation en plein air
- une berline (PN 393) avec une salle de bibliothèque, une boutique de cadeaux et des sièges supplémentaires pour le dîner
- deux voitures-lits pour le personnel (SE 338, SE 339)
- une motrice GR 336

Le train est entièrement climatisé et chaque compartiment dispose d'une salle de bain avec douche et WC. Le transport est assuré par des moteurs diesel SRT et KTM courants. La disposition de nombreuses voitures et les classes de confort ont également été utilisées pour la conception du Great South Pacific Express (maintenant utilisé comme Belmond Andean Explorer).

## Exploitation
À partir de 2024, l'Eastern and Oriental Express circule sur deux itinéraires saisonniers en voyages de quatre jours et trois nuits. Les deux itinéraires commencent et se terminent à Woodlands, avec plusieurs arrêts pour une visite guidée de la Malaisie.
La ligne la plus fréquentée est Singapour-Bangkok :
| Jour     | Emplacement                                              | Arrivée | Partir |
| -------- | -------------------------------------------------------- | ------- | ------ |
| jeudi    | Poste de contrôle du train des bois de Singapour         | -       | 11:20  |
| jeudi    | Kuala Lumpur                                             | 19h45   | 20h30  |
| vendredi | Butterworth (pour Penang - visite guidée de George Town) | 08h30   | 11h00  |
| samedi   | Kanchanaburi (Visite guidée de la rivière Kwai)          | 08:45   | 11:25  |
| samedi   | Bangkok                                                  | 14h45   | -      |